# Karol Dobiaš
Karol Dobiaš (Handlová, 18 dicembre 1947) è un allenatore di calcio ed ex calciatore cecoslovacco, dal 1993 slovacco, di ruolo difensore. È stato campione europeo con la Cecoslovacchia nel 1976.
Alla guida dello Sparta Praga vinse il primo campionato ceco nel 1994.

## Carriera

### Giocatore

#### Club
Dopo aver iniziato a giocare a calcio nel Baník Handlová, si trasferì nel 1965 allo Spartak Trnava, dove conquistò i maggiori successi della sua carriera. Con lo Spartak vinse cinque campionati, tre coppe nazionali e due volte il premio di calciatore cecoslovacco dell'anno. 
Nel 1977 passò al Bohemians Praga, con cui raggiunse la cifra di 345 partite giocate nella massima serie cecoslovacca.
Nel 1980 fu ceduto ai belgi del Lokeren e nel 1984 fu acquistato dal K.R.C. Gent-Zeehaven, dove terminò di giocare nello stesso anno.

#### Nazionale
Con la Cecoslovacchia vanta 67 presenze arricchite da cinque reti. 
Partecipò al campionato del mondo 1970 e ai campionati europei di calcio Jugoslavia 1976 e Italia 1980. 
All'europeo del 1976, segnò la momentanea rete del 2-0 nella finale contro la Germania Ovest.

### Allenatore
Iniziò la carriera di allenatore dirigendo le giovanili del Bohemians Praga dal 1984 al 1988. In seguito allenò Hradec Králové, Zbrojovka Brno, Sparta Praga e Sparta Krč.

## Palmarès

### Giocatore

#### Club
- Campionato cecoslovacco: 5

Spartak Trnava: 1967-1968, 1968-1969, 1970-1971, 1971-1972, 1972-1973
- Coppa di Cecoslovacchia: 3

Spartak Trnava: 1967, 1971, 1975
- Coppa di Slovacchia: 2

Spartak Trnava: 1971, 1975

#### Nazionale
- Campionato d'Europa: 1

Jugoslavia 1976

#### Individuale
- Calciatore cecoslovacco dell'anno: 2

1970, 1971

### Allenatore
- Campionato ceco: 1

Sparta Praga: 1993-1994